# Chris Ciriello
Christopher „Chris“ Ciriello (* 1. Oktober 1985 in Melbourne) ist ein ehemaliger australischer Hockeyspieler, der mit der australischen Hockeynationalmannschaft 2014 Weltmeister und 2012 Olympiadritter war.

## Sportliche Karriere
Chris Ciriello stammt aus dem Melbourner Ortsteil Endeavour Hills. Er spielte für die Victoria Vikings. Sein erstes großes Turnier waren die Commonwealth Games 2010. Die australische Mannschaft erreichte das Finale durch ein 6:2 im Halbfinale gegen Neuseeland. Im Finale besiegten die Australier die indische Mannschaft mit 8:0, wobei Ciriello ein Tor erzielte. 2012 bei den Olympischen Spielen in London gewannen die Australier ihre Vorrundengruppe. Im Halbfinale unterlagen sie der deutschen Mannschaft mit 2:4, das Spiel um die Bronzemedaille gewannen sie gegen die Briten mit 3:1. Seine drei Turniertore erzielte Ciriello in der Vorrunde.
Bei der Weltmeisterschaft in Den Haag gewannen die Australier ihre Vorrundengruppe mit fünf Siegen in fünf Spielen. Nach einem 5:1-Halbfinalsieg über die argentinische Mannschaft bezwangen die Australier im Finale die niederländische Mannschaft mit 6:1. Ciriello war mit sieben Toren zweitbester Torschütze des Turniers hinter dem Argentinier Gonzalo Peillat. Nur anderthalb Monate später fanden die Commonwealth Games 2014 in Glasgow statt. Im Finale trafen die Australier auf das indische Team, die Australier siegten mit 4:0. Ciriello führte mit neun Toren zusammen mit dem Engländer Ashley Jackson die Torschützenliste an. Bei den Olympischen Spielen 2016 in Rio de Janeiro erreichten die Australier das Viertelfinale, unterlagen dort aber der niederländischen Mannschaft. Nach den Platzierungsspielen belegten die Australier den sechsten Platz. Sein einziges Turniertor erzielte Ciriello im Vorrundenspiel gegen Neuseeland. Nach den Olympischen Spielen beendete Ciriello seine Laufbahn in der Nationalmannschaft.
Von Juni 2018 bis November 2019 war Ciriello Teammanager der indischen Nationalmannschaft.